# هيروماسا ياماغوتشي
هيروماسا ياماغوتشي (باليابانية: 山口 博匡) (مواليد 8 أبريل 1975)، هو لاعب كرة قدم سابق كان يلعب كمهاجم.